# Студзениці (Мазовецьке воєводство)
Студзениці (пол. Studzienice) — село в Польщі, у гміні Пшитик Радомського повіту Мазовецького воєводства.
Населення — 322 особи (2011).
У 1975-1998 роках село належало до Радомського воєводства.

## Демографія
Демографічна структура станом на 31 березня 2011 року:
|          | Загалом | Допрацездатний вік | Працездатний вік | Постпрацездатний вік |
| -------- | ------- | ------------------ | ---------------- | -------------------- |
| Чоловіки | 160     | 41                 | 104              | 15                   |
| Жінки    | 162     | 49                 | 91               | 22                   |
| Разом    | 322     | 90                 | 195              | 37                   |